# Ecquevilly
Ecquevilly là một xã ở tỉnh Yvelines (Quận Mantes-la-Jolie) trong vùng Île-de-France. Xã này có cự ly 18 km về phía đông của Mantes-la-Jolie.
Người dân địa phương trong tiếng Pháp gọi là Ecquevillois.
Các xã giáp ranh gồm: Chapet et Morainvilliers về phía đông, Bazemont và Les Alluets-le-Roi về phía nam, Les Mureaux au nord và Bouafle về phía tây.

## Biến động dân số
| 1793 | 1800 | 1806 | 1821 | 1831 | 1836 | 1841 | 1846 | 1851 |
| ---- | ---- | ---- | ---- | ---- | ---- | ---- | ---- | ---- |
| 371  | 506  | 540  | 486  | 481  | 535  | 540  | 555  | 566  |

| 1856 | 1861 | 1866 | 1872 | 1876 | 1881 | 1886 | 1891 | 1896 |
| ---- | ---- | ---- | ---- | ---- | ---- | ---- | ---- | ---- |
| 540  | 521  | 545  | 28   | 528  | 546  | 534  | 530  | 536  |

| 1901 | 1906 | 1911 | 1921 | 1926 | 1931 | 1936 | 1946 | 1954 |
| ---- | ---- | ---- | ---- | ---- | ---- | ---- | ---- | ---- |
| 516  | 530  | 510  | 476  | 477  | 497  | 470  | 534  | 569  |

| 1962                                         | 1968  | 1975  | 1982  | 1990  | 1999  | - | - | - |
| -------------------------------------------- | ----- | ----- | ----- | ----- | ----- | - | - | - |
| 2 109                                        | 2 822 | 3 442 | 3 600 | 3 794 | 4 208 | - | - | - |
| Số liệu kể từ 1962 : dân số không tính trùng |       |       |       |       |       |   |   |   |